# Jadwinin (Łódź)
Jadwinin is een plaats in het Poolse district  Pabianicki, woiwodschap Łódź. De plaats maakt deel uit van de gemeente Pabianice en telt 230 inwoners.